# تيم وودورد
تيم وودورد (بالإنجليزية: Tim Woodward)‏ هو ممثل بريطاني، ولد في 24 أبريل 1953 في لندن في المملكة المتحدة.

## أعمال

### أفلام
- (2002) كا-19 صانعة الأرامل[3]
- (2018) كلوز كورترز

## وصلات خارجية
- تيم وودورد على موقع IMDb (الإنجليزية)
- تيم وودورد على موقع قاعدة بيانات برودواي على الإنترنت (الإنجليزية)
- تيم وودورد على موقع قاعدة بيانات الفيلم (الإنجليزية)